# جايسون ويليام
جايسون ويليام هو سياسي كندي، ولد في 15 يونيو 1969 في كندا. حزبياً، نشط في Wildrose Party ‏ والرابطة التقدمية المحافظة في ألبرتا ‏. وقد انتخب عضو الجمعية التشريعية ألبرتا.